# Don Abney
Pour les articles homonymes, voir Abney.
Don Abney (John Donald Abney) est un pianiste de jazz américain né le 10 mars 1923 à Baltimore (Maryland) et mort le 20 janvier 2000 à Los Angeles.

## Biographie
Dans sa jeunesse, Don Abney apprend le piano et le cor d'harmonie à la «Manhattan School of Music». En 1948, après des débuts comme corniste dans un orchestre militaire, il joue comme pianiste dans le groupe de jazz dixieland de Wilbur De Paris. il poursuit sa carrière dans l'orchestre codirigé par les trombonistes Bill Harris (en) et Kai Winding (1951-1952), puis dans la formation du guitariste Chuck Wayne (1952). Il joue ensuite dans les big bands de Sy Oliver et Louie Bellson.
Dans les années 1950, il tourne régulièrement avec la « troupe » du « JATP » de Norman Granz. Par ailleurs, en 1954, il est l'accompagnateur régulier de la chanteuse Thelma Carpenter (en).
Vers le milieu des années 1950, il devient pianiste de studio en Californie (il est «staff musician, puis, un temps directeur artistique, pour « MCA-Universal »). Il travaille pour la télévision et le cinéma. À titre d'anecdote, on peut le voir dans « La Peau d'un autre » (« Pete Kelly's blues »), un film tourné en 1955 par Jack Webb. Il participe à de nombreux enregistrements d'albums de rhythm and blues, de soul, de pop, de variété et de chanteuses de jazz (Carmen McRae, Ella Fitzgerald, Pearl Bailey, Anita O'Day…). On peut aussi l'entendre sur des disques de Louis Armstrong, Benny Carter… Il enregistre aussi, avec entre autres Jimmy Raney et Oscar Pettiford, pour la série de disques pédagogiques «Music minus one» (des « karaokés » jazz, pour apprendre l'improvisation).
Dans les années 1990, il s'installe au Japon où il est pianiste au « Tokyo's Sanno Hotel ». Il décède d'un arrêt cardiaque, peu de temps après son retour aux États-Unis.